# التحالف الفرنسي الفارسي

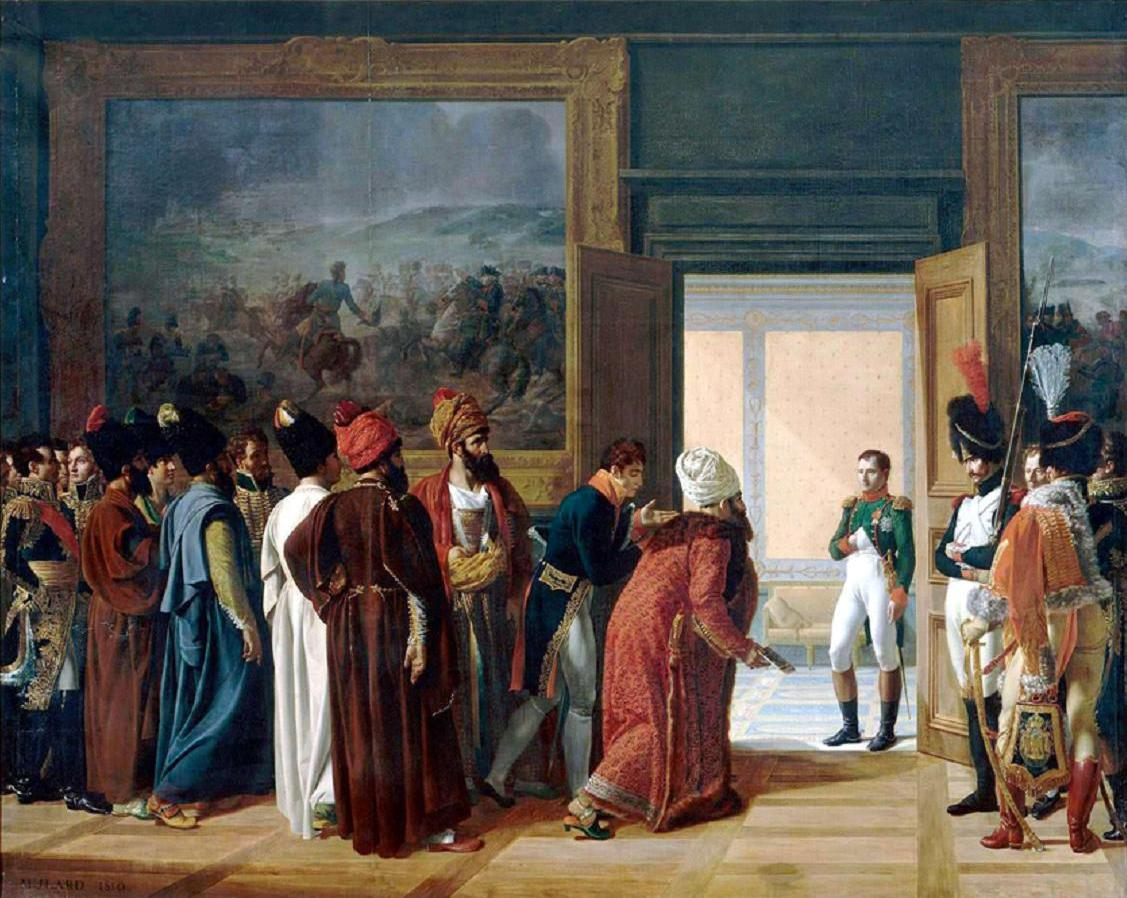
المبعوث الإيراني میرزا محمد رضا قزویني يلتقي بنابليون الأول يوم 27 أبريل عام 1807 للتوقيع على معاهدة فینكنشتاین.

تشكَّل التحالف الفرنسي الفارسي بين الإمبراطورية الفرنسية الأولى بقيادة نابليون بونابرت وملك إيران فتح علي شاه ضد الإمبراطورية الروسية وبريطانيا العظمى. استمرَّ التحالف لفترة قصيرة بين أعوام 1807 - 1809. كان هدف التحالف من وجهة نظر فرنسية تجميع مزيد من القوى ضد روسيا، لا سيَّما وأنَّ إيران لها حدود برية وبحرية واسعة مع روسيا في منطقة القوقاز. انهار التحالف عندما عقدت فرنسا حلفاً مع روسيا وحولت تركيزها إلى الحملات العسكرية البرية في أوروبا.

## خلفية
استمرت العلاقات الودية التقليدية بين فرنسا والدولة العثمانية التي تشكلت إثر التحالف الفرنسي العثماني طويل الأمد، ولذلك كانت العلاقات الفرنسية الإيرانية محدودة نسبياً. ظهر بدلاً من ذلك حلف هابسبورغ الفرس ضد الدولة العثمانية خلال القرن السادس عشر، وعندما أرسل الشاه سفراءه إلى أوروبا في الفترة (1599 - 1602) وفي الفترة (1609-1615) تجنبوا زيارة فرنسا بشكل واضح.

### التقارب الأولي
بدأت فرنسا تطوير علاقاتها مع إيران، ووقعت معاهدات تعاون في عام 1708 وعام 1715، خصوصاً بعد زيارة سفارة إيرانية الملك لويس الرابع عشر، ولكن هذه العلاقات توقفت في عام 1722 مع سقوط السلالة الصفوية الحاكمة وغزو الأفغان للأراضي الإيرانية.
بُذلت عدة محاولات لاستئناف الاتصال بين الدولتين بعد نجاح الثورة الفرنسية، إذ كانت فرنسا في صراع مع روسيا ورغبت في إيجاد حليف ضدها، فزار اثنان من العلماء الفرنسيين هما غيوم أنطوان أوليفييه وجان غيوم بروجيير في عام 1796 إيران في محاولة لتأسيس تحالف فرنسي إيراني ولكن مهمتهما لم تكلل بالنجاح. ولكن مع ظهور نابليون بعد فترة وجيزة تبنت فرنسا سياسة توسعية قوية في منطقة البحر الأبيض المتوسط والشرق الأدنى، وفي أعقاب معاهدة كامبو فورمو في عام 1797 سيطرت فرنسا على جزر وقواعد في البحر الأبيض المتوسط مثل الجزر الأيونية والقواعد الإيطالية السابقة على سواحل ألبانيا واليونان القريبة جغرافياً من منطقة الشرق الأوسط.
غزا نابليون بونابرت مصر في عام 1798، وحارب العثمانيين لتأسيس وجود فرنسي في الشرق الأوسط، وسعى لبناء تحالف مع المسلمين ضد البريطانيين في الهند، وأكد للسياسيين في فرنسا أنه بمجرد اكتمال غزو مصر سوف يقيم علاقات وثيقة مع الأمراء الهنود وسيهاجم بريطانيا في أهم مستعمراتها، ووفقاً لأحد التقارير التي أرسلها إلى باريس في 13 فبراير 1798: بعد غزو مصر وتحصينها، سنرسل قوة قوامها 15 ألف مقاتل من السويس إلى الهند، للانضمام إلى القوات المتحالفة معنا هناك وطرد البريطانيين. لكنَّ نابليون هزم على يد الدولة العثمانية وبريطانيا في حصار عكا عام 1799، وفي معركة أبو قير عام 1801، وبحلول عام 1802 كان الفرنسيون قد هزموا هزيمة مدوية في منطقة الشرق الأوسط.

سعت بريطانيا لتعزيز الحدود الغربية للهند البريطانية، فأرسلت الدبلوماسي جون مالكولم إلى إيران للتوقيع على معاهدة بريطانية فارسية عام 1801. تعهدت بريطانيا بموجب هذه المعاهدة بتقديم الدعم لإيران ضد روسيا بالإضافة للعديد من المزايا التجارية، كما نصت صراحة على منع أي تدخل فرنسي في إيران:
«إذا حدث أن حاول جيش أو قوات فرنسية أن يستقر في أي من جزر فارس أو سواحلها، فيجب حينها تعيين قوة مشتركة من قبل الطرفين المتعاقدين للعمل على محاربتها وتدميرها، ولا يجوز قبول أي طلب من سياسيين فرنسيين للإقامة في إيران من قبل الحكومة الفارسية». 
ولكن نابليون بونابرت بذل جهوداً كبيرة في عام 1803 لإقناع الدولة العثمانية بالقتال ضد روسيا في منطقة البلقان والانضمام إلى تحالفه المعادي لروسيا. أرسل نابليون الجنرال هوراس سيباستاني كمبعوث خاص إلى إسطنبول، ووعد بمساعدة الدولة العثمانية على استعادة أراضيها كاملةً، وبعد النصر الكبير الذي حققه نابليون في معركة أوسترليتز في ديسمبر 1805 وما تلاه من سيطرة فرنسية على قلب أوروبا وتفكيك لإمبراطورية هابسبورغ، اعترف السلطان سليم الثالث بنابليون إمبراطورًا، واختار التحالف رسمياً مع فرنسا، وأعلن الحرب على روسيا وبريطانيا.

## التحالف مع إيران

### أهداف نابليون من التحالف
كانت خطة نابليون الكبرى هي الوصول إلى الهند وانتزاعها من البريطانيين، ولذلك سعى لتطوير تحالف مع الإمبراطورية الفارسية. فأرسل في وقت مبكر من عام 1805 أميدي جوبير أحد كبار ضباطه في مهمة رسمية إلى بلاد فارس، ولم تعد البعثة إلى فرنسا إلا بحلول أكتوبر 1806.

### أهداف إيران من التحالف

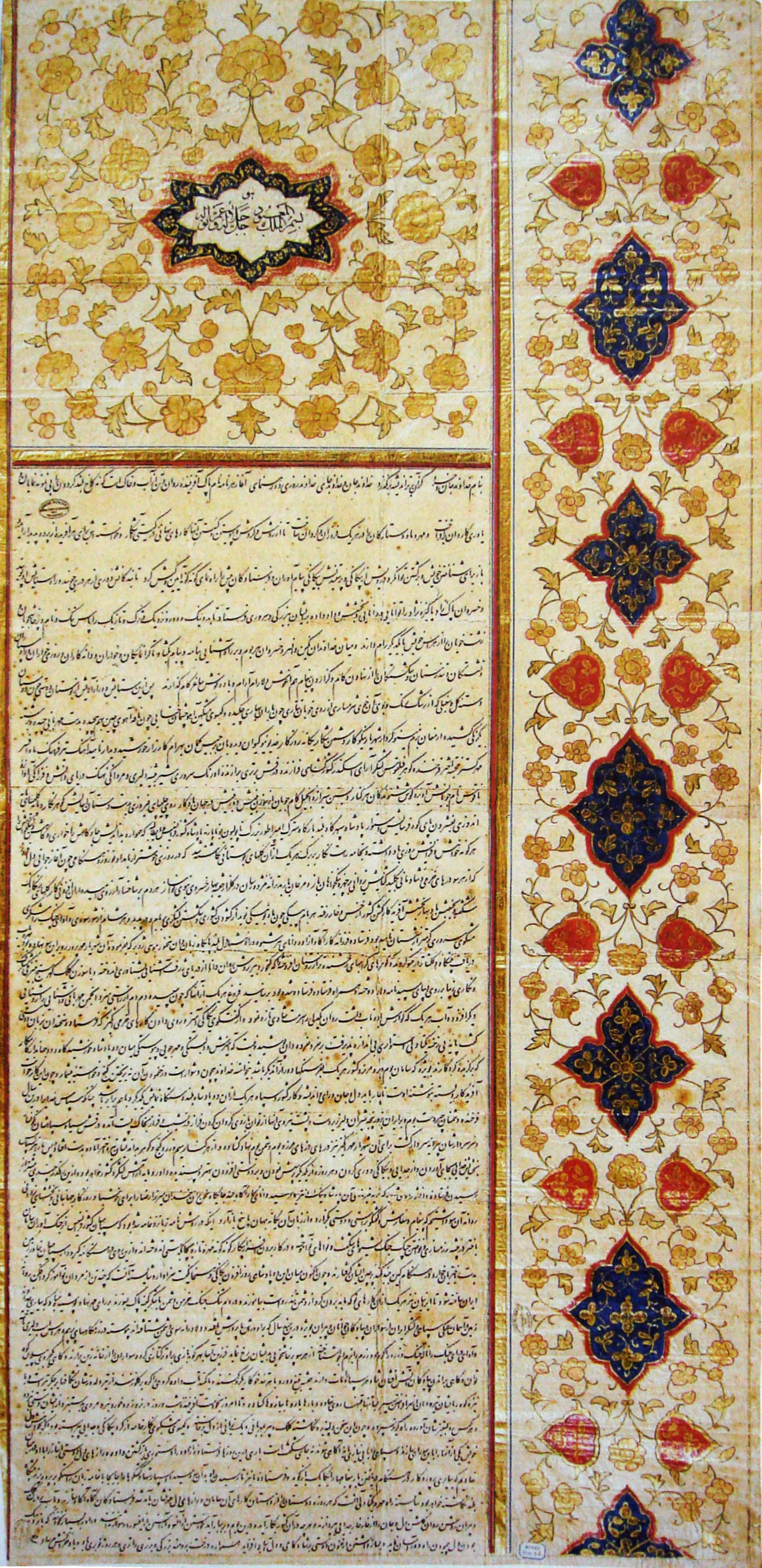
رسالة فتح علي شاه إلى نابليون بونابرت (ديسمبر سنة 1806) يشكره فيها على الرسالة التي تلقاها عبر بيار اميدي جوبير ويستسمحه إرسال خبراء عسكريين فرنسيين.

من جهته كان ملك فارس يحتاج إلى مساعدة عسكرية ضد الخطر الروسي المحدق بحدوده الشمالية، إذ ضمت روسيا شرق جورجيا في عام 1801 بعد وفاة الملك جورج الثاني عشر، واحتل الجنرال تسيتسيانوف جورجيا، وهاجم جانجا في إيران في عام 1804، وهو الأمر الي سبب اندلاع الحرب الروسية الفارسية، وسرعان ما بدأت الحرب الروسية العثمانية أيضاً في عام 1806. أما بريطانيا حليفة روسيا لم تظهر دعماً واضحاً لأي طرف، فقرر الشاه الإيراني قبول عروض نابليون وأرسل رسالة حملها السفير ميرزا محمد رضا قزفيني إلى بلاط نابليون أوضح فيها:
«إنَّ روسيا عدوٌ مشترك لإيران وفرنسا، وبالتالي فتدميرها واجب على الطرفين، ويجب أن تهاجمها فرنسا من جهة وإيران من جهة» 
ومن توصيات الشاه التي حملها ميرزا رضا: 
«إذا كان الفرنسيون يعتزمون غزو خراسان، فسوف يقدم الشاه جيشاً للهجوم على كابول وقندهار.»
ولكنه أكد عدم القدرة على توفير ميناء إيراني للفرنسيين في طريقهم لغزو الهند.

### التحالف والمهمات العسكرية
زار المبعوث الإيراني ميرزا محمد رضا قزفيني نابليون بونابرت لصياغة معاهدة تحالف رسمية في 4 مايو 1807. أيدت فرنسا مطالب بلاد فارس في جورجيا، ووعدت باتخاذ الخطوات اللازمة لانسحاب روسيا من الأراضي التي احتلتها، وفي المقابل كان على إيران محاربة بريطانيا والسماح لفرنسا بعبور الأراضي الفارسية للوصول إلى الهند. أرسلت فرنسا بعثة عسكرية تحت قيادة الجنرال أنطوان غاردان من أجل المساعدة في تحديث الجيش الفارسي، ولرسم طريق غزو الهند، وكان لدى غاردان أيضاً مهمات لتنسيق الجهود العثمانية والفارسية ضد روسيا. تألفت بعثة غاردان من 70 ضابط ومفوَّض، وبدأت العمل على تحديث الجيش الفارسي وفق النظام الأوروبي. وصلت البعث إلى إيران في 4 ديسمبر 1807.
تولى القبطان فيردير تدريب الجيش الفارسي الجديد الذي كان يقوده الأمير ولي العهد عباس ميرزا، واستطاع هذا الجيش المُحدَّث التصدي بنجاح لهجوم الجيش الروسي على مدينة إريفان الإستراتيجية في 29 نوفمبر 1808، وهو الأمر الذي يدل على كفاءة التدريب الفرنسي. أرسل غاردان المُلازم تشارلز نيكولاس فابير وريبول إلى أصفهان لإقامة مصنع لإنتاج مدافع حديثة للجيش الفارسية، وعلى الرغم من الصعوبات الكبيرة التي واجهت هذا المصنع فقد تمكن من إنتاج 20 مدفع أوروبي حديث بحلول ديسمبر 1808 والتي نقلت إلى العاصمة طهران.

علق الدبلوماسي الإنجليزي من القرن التاسع عشر السير جاستن شيل بإيجابية على المساهمة الفرنسية في تحديث الجيش الفارسي قائلاً:
نقل الفرنسيون إلى بلاد فارس التنظيم العسكري والإداري، وأسسوا نواة الجيش النظامي الفارسي الحالي. قرر نابليون ضم إيران تحت النفوذ الفرنسي، وأرسل العديد من ضباط المخابرات الكبار إلى ذلك البلد ضمن بعثة الجنرال غاردان في عام 1808، وقد بدأ هؤلاء عملياتهم في محافظتي أذربيجان وكرمانشاه، وتكللت مهامهم بنجاحٍ كبير.
لكن بعثة غاردان إلى بلاد فارس سرعان ما فقدت أهم مبراتها، عندما هزم نابليون روسيا في معركة فريدلند في يوليو 1807، وأصبحت فرنسا وروسيا متحالفتان من خلال معاهدة تيلسيت. عاد الجنرال غاردان إلى طهران بعد معاهدة تيلسيت في ديسمبر 1807، لأنَّ نابليون رغب في مواصلة تعزيز علاقاته مع إيران من أجل متابعة خطته لغزو الهند، ولهذا الغرض خطط لتعيين شقيقه لوسيان بونابرت ممثلاً شخصياً له في طهران. كانت خطط نابليون لغزو الهند البريطانية تعتمد على مساعدة روسيا.
أرسل الشاه سفيراً فارسياً جديداً إلى باريس يدعى عسكر خان أفشار. وصل إلى باريس في 20 يوليو 1808، وتمكن من مقابلة نابليون في 4 سبتمبر 1808. لكن بلاد فارس كانت قد فقدت الدافع الرئيسي للتحالف مع فرنسا وقتها، وهو استعادة جورجيا وأذربيجان من روسيا، والتي لم تتطرق لها معاهدة تيلسيت. وهكذا فقد التحالف الفرنسي الفارسي دوافعه الرئيسية بسبب التحالف الفرنسي الروسي. حوَّل شاه فارس اهتمامه مرة أخرى نحو البريطانيين وطلب منهم مستشارين عسكريين. أما في الشرق فقد وقعت معاهدة دفاع مشترك بين الهند البريطانية والشاه شجاع ملك أفغانستان في 17 يونيو 1809 بهدف مواجهة التهديد الفرنسي الفارسي، ولكن إيران كانت قد ألغت تحالفها مع إيران بحلول ذلك الوقت.

### العودة للتحالف مع بريطانيا
فشل جون مالكولم في عام 1808 بالتفاوض مع حاكم محافظة فارس لتحقيق تحالف فارسي بريطاني، ولكن السير هارفورد جونز نجح في التوقيع في مارس 1809 على معاهدة أوليَّة للتعاون مع إيران، مما أدى لمغادرة الجنرال غاردان إلى فرنسا. عاد جون مالكولم في مهمة أخرى في عام 1810 على رأس مجموعة كبيرة من الضباط الإنجليزي، وأصبح أحد هؤلاء الضباط وهو ليندساي بيثون القائد الأعلى للجيش الفارسي لعدة سنوات فيما بعد، وأرسل الشاه السفير حاجي ميرزا أبو الحسن خان عام 1810 إلى لندن.

## خاتمة
حافظت فرنسا والدولة العثمانية على تحالفهما، وتوصل الروس والعثمانيون إلى تسوية سلمية فيما بينهما، لكن الأراضي التي وعد العثمانيون بإعادتها خلال معاهدة تيلسيت (مولدافيا والأفلاق) بقيت تحت السيطرة العثمانية، على الرغم من أن العثمانيين قد امتثلوا لاحقاً لجزء من الاتفاقية من خلال سحب قواتهم من جنوب نهر الدانوب، وفي الوقت نفسه اندلعت الحرب الروسية الفارسية على الرغم من الجهود التي بذلتها فرنسا وروسيا لمحاولة التوصل إلى تسوية بين روسيا وإيران، وفي عام 1812 تعرضت إيران لهزيمة كبرى في معركة أسلاندوز مع روسيا، مما أجبر الشاه على التفاوض مع روسيا في معاهدة كلستان في 12 أكتوبر 1813، أدت هذه المعاهدة إلى خسارة إيران لأراضٍ كبيرة في منطقة القوقاز مثل جورجيا وداغستان ومعظم أذربيجان لصالح روسيا. وفي عام 1812 وافقت روسيا والدولة العثمانية على إحلال السلام فيما بينهما من خلال معاهدة بوخارست، كان هدف روسيا هو تأمين هذه الجبهة الجنوبية تحسباً لغزو نابليون لروسيا. احتفظت روسيا وفق المعاهدة بيسارابيا، واحتفظ العثمانيون بالأفلاق ومولدافيا.
زار ضابط فرنسي يدعى جان فرانسوا ألارد الشاه عباس ميرزا لاقتراح خدماته بعد سقوط نابليون، ووعده الشاه بوظيفة عقيد في الجيش الإيراني، لكنه غادر إلى البنجاب لاحقاً حيث لعب دوراً كبيراً هناك.
استؤنفت العلاقات الدبلوماسية بين إيران وفرنسا في عام 1839 بعد النزاع بين بريطانيا وإيران على مدينة هراة بأفغانستان. سحبت بريطانيا بعثاتها العسكرية والدبلوماسية من إيران بسبب هذا النزاع، واحتلت جزيرة خارج وهاجمت بوشهر. استأنف محمد شاه قاجار العلاقات الدبلوماسية مع فرنسا رداً على الهجوم البريطاني، وأرسل بعثة دبلوماسية إلى لويس فيليب الأول بقيادة ميرزا حسين خان للحصول على مساعدة عسكرية، وأرسلت فرنسا مجموعة من الضباط الفرنسيين إلى إيران استجابةً لهذه البعثة.